# Boisgibault
Boisgibault est un toponyme et un patronyme du haut Val de Loire.

## Étymologie
Originellement Boschus Gibaudi (Bois de Gibaud), il devient Bois-Gibaud puis Boisgibault par altération, comme le prouve la carte de Cassini no 48, au XVIIIe siècle. Le suffixe -ault, par rapport à -aud, est une création pédante de la Renaissance, le L surajouté étant propre à la Loire moyenne.
Gibaud (ou Gibault) est un prénom d'origine germanique (gib-wald, verbes geben walten signifiant donner-gouverner). Il pourrait venir des invasions des Francs. Ce prénom est mis à la mode par l'aristocratie dirigeante et gagne les campagnes les plus lointaines dès le IXe siècle, époque où, d'après la statistique de Maurice Grammont, la presque totalité des noms de baptême étaient germaniques dans la moitié septentrionale de la France. Bois avec un suffixe tel Gibaud (ou Gibault) indique souvent le bois voisin de la terre, repris en nom de domaine ou lieu-dit et devient le patronyme de celui qui possède cette terre.

## Utilisations
Boisgibault est utilisé dans son terroir d'origine, aujourd'hui éclaté sur trois départements (Loiret, Cher, Nièvre) et deux régions (Centre, Bourgogne), comme :
- toponyme ;
- patronyme.

La graphie du nom est multiple au cours des temps allant de Bois-Gibaud, Bois-Gibaut, Boisgibaut, Boigibaut à Boisgibault, graphie actuelle retenue pour l'article. L'objectif de cet article est de démontrer que la souche nivernaise est commune aux toponymes et patronymes et qu'il ne s'agit pas d'un hasard d'homonymie.

## Histoire

### Moyen Âge
En 1285, on retrouve une dîme de Boisgibault donnée aux moines cisterciens de l'abbaye Notre-Dame de Fontmorigny par Jean de Boisgibault, damoiseau. C'était en fait la moitié de la dîme qu'il tenait en fief de son oncle Philippe de Boisgibault sur le territoire de la paroisse de Tracy, donation garantie par l'évêque d'Auxerre.
L'abbé Patron signale dans ses recherches historiques sur l'Orléanais que, d'après l'abbé Pataud, en 1327, Françoise de Sully, dame de Boisgibault, habite le château de la Rivière, au sud d'Orléans.
Un document du Parlement criminel montre que le chancelier Guillaume Flote possède de multiples propriétés dont le château de Ravel et un manoir appelé Boisgibault. Ce dernier est pillé en 1334 au mépris de la sauvegarde royale, le garde du dit manoir est enlevé et incarcéré en prison privée. On n'a pas d'autres informations sur ce manoir disparu, ni sur sa localisation, sachant que Ravel est à l'est de Clermont-Ferrand, à 150 km au sud de Nevers, soit à une journée à cheval.
En 1383, Jean III de Sancerre a acquis la terre de Boisgibault assise au comté de Sancerre, de Gaucher de Châtillon, Seigneur de Tracy. En 1527, Louis de Bueil, comte de Sancerre, agissant comme seigneur féodal, confirme aux moines de Fontmorigny, cette dîme de Boisgibault. L'historien Gaspard Thaumas de la Thaumassière signale dans son histoire du Berry (1689) que le village et prévôté Boisgibault dépendait de la justice foncière et du domaine de Sancerre, de l'autre côté de la Loire.

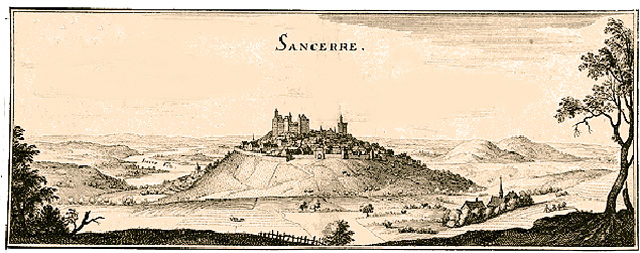
Sancerre avec Boisgibault de l'autre côté de la Loire, dans la Nièvre.

L'utilisation de la particule associée au patronyme semble disparaître à la fin du Moyen Âge, après le décès de Jehan de Boisgibault, mort sans descendance. Jehan de Boisgibault a vécu à la fin du Moyen Âge, pendant la guerre de Cent Ans, et a été armé Chevalier vers 1400. Seigneur du Marais, contemporain de Jacques Cœur, il a habité le château du Marais dans la Nièvre et s'était marié. Jehan de Boisgibault a pu combattre et mourir à la bataille d'Azincourt, en 1415 avec Philippe de Bourgogne, comte de Nevers, ou lors d'une bataille similaire, mais il n'y a pas d'éléments retrouvés sur son décès.
Le 23 février 1423, des membres de la famille Du Port réclament l'héritage de feu Marguerite « Pioce » (Pioche), veuve de Jehan de Boisgibault, car elle n'a pas d'enfant survivant. Le fief est saisi par la comtesse de Nevers. Le château du Marais tombe aux mains des Le Tort dès le 4 juillet 1424, sans doute par acquisition. À cette date, Jehanne Fouraude, veuve de Droin Le Tort, bourgeois de Moulins-Engilbert, est signalée dame du Marais et de Mussy (cote 2G 61 aux archives de Nevers). L'évêque de Nevers est alors Robert III de Dangueil (1401-1430).

### Âge classique
À la fin du XVIIe siècle, le patronyme Boisgibault revient grâce à une publication de la faculté des lettres et sciences humaines de l'université de Clermont-Ferrand.  Il s’agit d’un mémoire sur l’état de la généralité de Riom en 1697 de l’Institut du Massif central (Abel Poitrineau), dressé pour l’instruction du Duc de Bourgogne par l’intendant Antoine-François Lefèvre d’Ormesson. Riom est aujourd'hui dans la banlieue ouest de Clermont-Ferrand, à 150 km au sud de Nevers. Le Bouchet est cité comme abbaye de l’ordre de Citeaux, du diocèse de Clermont. Elle est dans la « Chastellenie » de Cuson (Buron). Fondée en 1197 par Robert V, comte d’Auvergne, elle est aussi connue sous le nom de Val Luisant et abrite les tombeaux des anciens Comtes d’Auvergne. Dangeau signale que l’abbé de Boisgibault reçoit l’abbaye du Bouchet en décembre 1694 et qu’il meurt en 1712. L’abbé était fils de Jeanne du Pas de Feuquières et de Louis d’Aumale. Il avait pour cousins Antoine du Pas de Feuquières (1648-1711) et son frère François (1649-1694) devenu comte de Rebenac par son mariage avec l’héritière de cette maison du Béarn. Le Dictionnaire d’histoire et de géographie ecclésiastique de Baudrillart donne comme abbés successifs de l’abbaye du Bouchet (t. X, p. 1466) : Étienne de Chabenat de Bonneuil (décédé en 1692), Claude Brunet, chanoine de la cathédrale d’Auxerre (1692-1694) et Jean IV de Boisgibault d’Aumale (1694-1712).

### Siècle des lumières
La particule reviendra au XVIIIe siècle par Jacques Charpentier de Boisgibault. Il a accolé le nom de sa propriété, le château de Boisgibault, à son patronyme d'origine, Charpentier, comme c'était souvent l'usage à l'époque pour les gentilshommes, et n'était donc pas apparenté avec la branche noble disparue du Moyen Âge. On retrouve dans les écrits et ouvrages sur Malesherbes (Grosclaude, Des Cars, etc.) et sur la Cour des Aides l'évocation de ce Monsieur de Boisgibault, qui n'était pas issu de la noblesse. L'utilisation de la particule accolée à ce patronyme disparaît définitivement à sa mort, à la Révolution française, mais le patronyme reste.

## Archives disponibles
Les archives départementales de la Nièvre n'ont pas d'informations sur la seigneurie de Boisgibault, avant la Révolution française. Il faut chercher aux archives départementales du Cher, à Bourges, le fonds du comté de Sancerre conservant sous la cote 6J34 une liasse de documents concernant Boisgibault, de 1339 à 1708 (acquisition du fief, cens et rentes). Cela signifie que Boisgibault (Nièvre) a toujours été considérée sous l'Ancien Régime comme étant rattachée à Sancerre, de l'autre côté de la Loire.

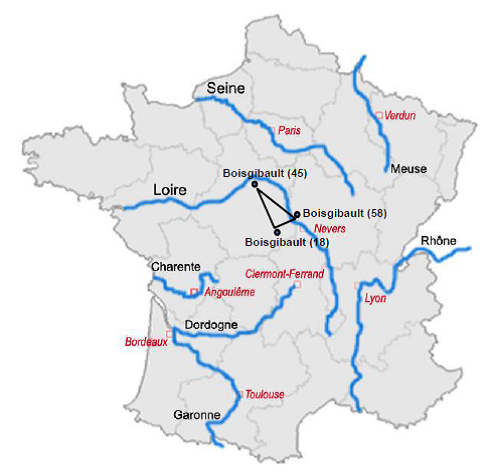
Les trois principaux lieux-dits de Boisgibault dans le centre de la France.

## Géographie

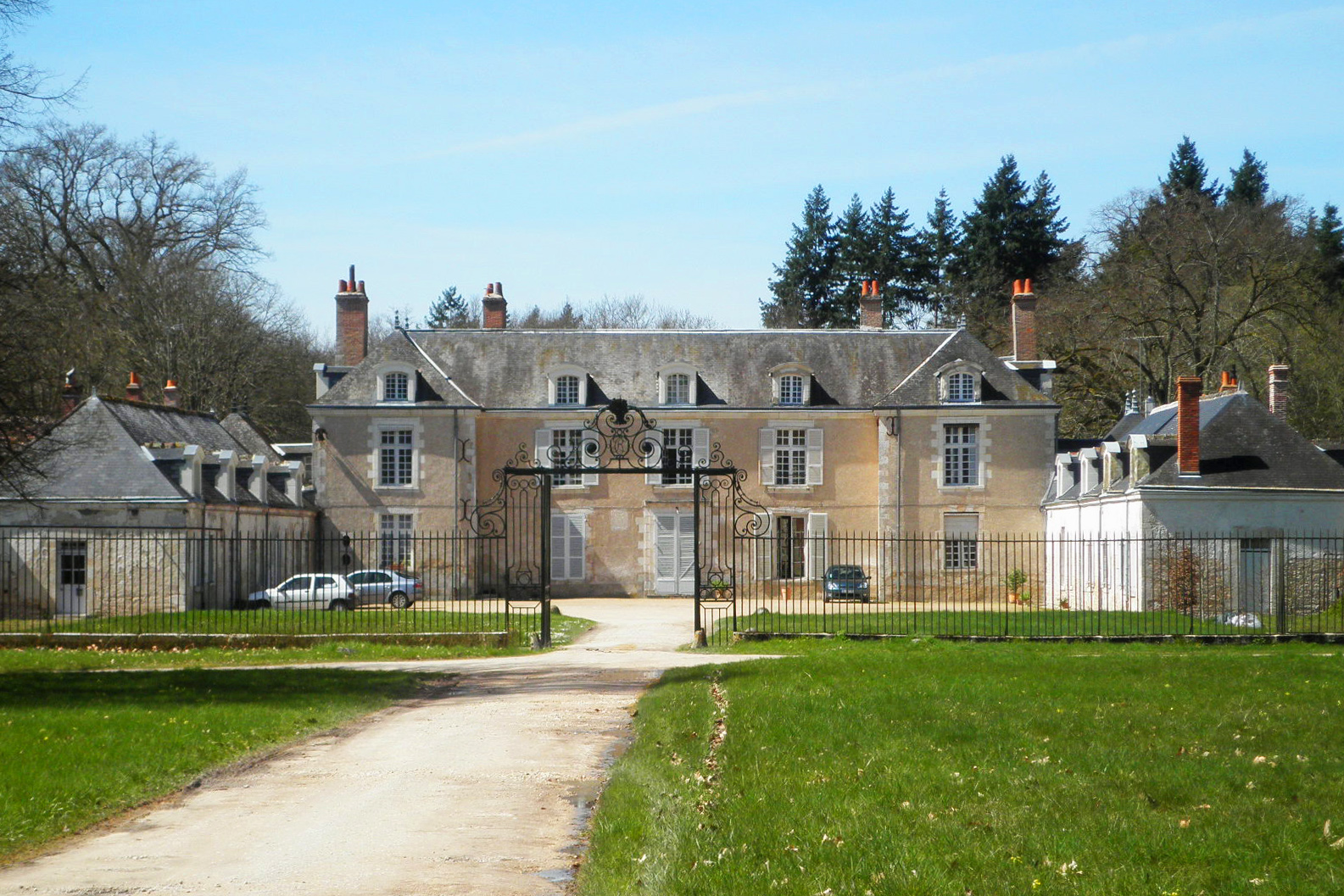
Château de Boisgibault (Loiret).

Le toponyme existe aujourd'hui à trois endroits principaux et on le retrouve sur les cartes d'État-Major et divers panneaux :
- Boisgibault, petit Boisgibault et îlots Boisgibault sur la commune de Tracy-sur-Loire, dans la Nièvre[7], connu pour son vignoble de Pouilly-Fumé et la réserve naturelle du Val de Loire[8] ;
- lieu-dit Boisgibault, terres de Boisgibault et propriété près d'Avord et Savigny-en-Septaine, dans le Cher[9], qui appartient à la famille Sallé de Chou ;
- le château de Boisgibault[10], inscrit à l'inventaire supplémentaire, monument historique[11], dans le Loiret[12].

### Nièvre, origine du nom
La terre de Boisgibault dans la Nièvre existe depuis le XIIIe siècle. À Gimouille, le château du Marais, qui existe toujours, appartenait à Jehan de Boisgibault au XVe siècle.

### Cher, autres terres
Le toponyme Boisgibault apparaît, d'abord comme lieu-dit sur la commune de Savigny-en-Septaine, puis comme terres de Boisgibault à un kilomètre et demi et comme nom d'une propriété familiale privée, au sud-ouest. Ces terres sont à une quarantaine de kilomètres de Boisgibault (Nièvre).

### Loiret, reprise du nom pour le château
Le toponyme Boisgibault serait apparu vers 1510 dans le Loiret actuel, sur les terres de la Salle, c'est-à-dire avec un décalage temporel et à une centaine de kilomètres en descendant la Loire de la souche nivernaise. Pourtant, une hypothèse soutient que le toponyme du Loiret proviendrait de la souche nivernaise. L'abbé Patron signale dans ses recherches historiques sur l'Orléanais que, d'après l'abbé Pataud, en 1327, Françoise de Sully, dame de Boisgibault, habite le château de la Rivière qui a été absorbé par la propriété du château de Boisgibault. Cela signifie que Françoise de Sully peut être le lien entre le toponyme Boisgibault nivernais, dont elle porte le nom ou plutôt le titre, et la future propriété du Loiret. Notons que la commune d'Ardon a intelligemment repris, dans son blason, le lion d'or qui était dans les armoiries de cette dame de Boisgibault. Cela appuie la thèse d'une origine du nom Boisgibault antérieure à 1510 dans le Loiret.
Cela fait dire que ces lieux sont trop proches pour que ce nom se retrouve par hasard sous plusieurs formes. On déduit de ces études historiques et géographiques que les différentes utilisations du toponyme et du patronyme Boisgibault sont issues de la même souche nivernaise, terroir le long de la Loire, aujourd'hui sur la commune de Tracy-sur-Loire, en face de Sancerre et datant du Moyen Âge.

## Polémique sur la graphie de Boisgibault (Nièvre)

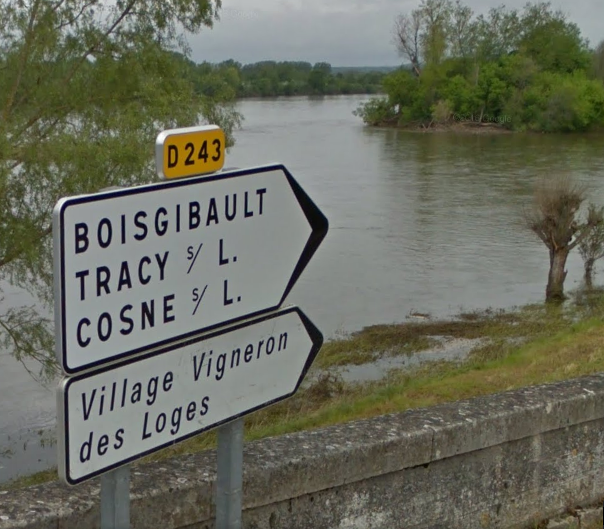
Panneau mentionnant Boisgibault.

La graphie de Boisgibault (Nièvre), sur les panneaux aux entrées et sorties du hameau, est en un mot, ce qui est l'usage depuis toujours. La carte de Cassigny au XVIIIe siècle témoigne que cette graphie en un mot est ancienne. Pourtant, en 1974, l'IGN (Institut national de l'information géographique et forestière), par décision de sa commission de toponymie, l'a modifiée en Bois Gibault . Toutes les cartes nivernaises ont alors écrit « Bois Gibault », « petit Bois Gibault » et « ilots Bois Gibault », en deux mots. Une révision en 1999 confirme la décision de 1974. L'Institut a été interpellé au début des années 2000 sur cette graphie en deux mots. Reconnaissant que l'usage s'imposait, l'Institut ne s'opposait pas à un retour à la graphie d'origine, mais il n'était pas la priorité d'envoyer un opérateur pour faire une enquête de terrain.
Il semblerait que la rectification se soit effectuée à la suite de l'article du Journal du Centre de juin 2013 Boisgibault ou Bois Gibault, comme le prouve aujourd'hui la carte Géoportail, soit après presque quarante ans de réclamations.
Après la Seconde Guerre mondiale, le regroupement de Tracy et Boisgibault a créé la commune Tracy Boisgibault, devenue aujourd'hui Tracy-sur-Loire. Boisgibault a disparu de la liste des communes de France et le changement inopportun de graphie a créé une menace de disparition du toponyme Boisgibault à cet endroit. La population locale s'est défendue, estimant qu'un nom peut aussi faire partie d'un patrimoine régional. La situation sembe stabilisée avec une commune de Tracy-sur-Loire qui a un particularisme : le bourg est à Boisgibault avec, hors du bourg, le château de Tracy (à ne pas confondre avec le château de Boisgibault, Loiret).

## Personnalités
L'utilisation de ce patronyme se retrouve chez plusieurs personnalités :
- Francoise de Sully (- 1329), descendante de Guillaume le Conquérant, fille d'Eudes de Sully, Dame de Boisgibault ;
- Jean III de Sancerre (1334 - 1402), comte de Sancerre, devenu seigneur de Boisgibault lors du rachat de cette terre en 1383. C'est le frère aîné du connétable Louis de Sancerre dont le gisant est à la basilique Saint-Denis, près de Paris ;
- Philippe de Boisgibault, damoiseau, seigneur du XIVe siècle à Verdigny, dans le Sancerrois ;
- Jehan de Boisgibault, chevalier du XVe siècle, propriétaire du château du Marais, à Gimouille (Nièvre), semble être le dernier de la branche noble du Moyen Âge ;
- Jacques Charpentier de Boisgibault, magistrat sous Louis XV, président de la Cour des aides avec Chrétien Guillaume de Lamoignon de Malesherbes dit Malesherbes et propriétaire du château de Boisgibault au XVIIIe siècle ;
- Louis Boisgibault, docteur de la Sorbonne, auteur de Transition énergétique dans les métropoles, la ruralité et le désert[14] et d'ouvrages universitaires[15].

Le nom de famille Boisgibault existe toujours aujourd'hui et est porté par une centaine de personnes. Il fait partie des patronymes rares en France.

## Sources historiques
- Archives départementales de Nevers (cote 2G 61), de Bourges (cote 6J 34) et d'Orléans.
- Gaspard Thaumas de la Thaumassière, Histoire du Berry, 1689 avec Raynal.
- Mémoire sur l'état de la généralité de Riom en 1697 dressé pour l'instruction du Duc de Bourgogne, Institut d'études du Massif Central.
- Baudrillart, Dictionnaire d'histoire et de géographie ecclésiastique.
- Dangeau, Journal, V, p. 126.
- Pierre Grosclaude, Malesherbes, témoin et interprète de son temps, librairie Fischbacher, 1961.
- Jean des Cars, Malesherbes.
- Gilbert Germain, Une propriété de Sologne : le domaine de Boisgibault (Ardon) de 1712 à 1873, mémoire de maîtrise d'histoire de l'université d'Orléans, 1979.
- Sylvie Nicolas, Les derniers maîtres de requête de l'ancien régime (1771 - 1789), École nationale des Chartes (1998).
- Bientôt 10 000 visiteurs pour « Boisgibault », Journal du Centre, 12 février 2006, à propos des 10 000 visiteurs qui ont consulté et contribué au site internet lancé par la famille Boisgibault. L'objectif était de mieux comprendre le lien entre le patronyme et le toponyme et les principales informations sont reprises dans cet article.